# Sunds Seahawks
Sunds Seahawks Floorball Club er en dansk floorballklub med hjemmebane i S/I Multicenter Sunds i Sunds. Klubben har hold i den bedste danske liga på herresiden.
Klubben blev stiftet den 10. marts 1995, og har en andenplads senest i 2023-24 som sit bedste resultat i Floorballligaen. Derudover blev klubben i 2018 danske pokalmestre.[kilde mangler]